# Championnat d'Amérique du Nord masculin de volley-ball 2023
Navigation
Édition précédente Édition suivante
Le Championnat d'Amérique du Nord de volley-ball masculin 2023 est la vingt-huitième édition du Championnat d'Amérique du Nord masculin de volley-ball. Il se déroule du 3 septembre 2023 au 10 septembre 2023 à Charleston en Virginie-Occidentale, aux États-Unis. Il met aux prises les huit meilleures équipes continentales et sacre pour la dixième fois les États-Unis et son capitaine Micah Christenson, élu meilleur joueur du tournoi.

## Équipes présentes
Les huit équipes qualifiées sont l'équipe hôte, les États-Unis, et les sept (autres) équipes les mieux classées au classement continental NORCECA le 1er janvier 2023, :
| - États-Unis (1er) - Canada (2e) - Cuba (3e) - Porto Rico (4e) | - Mexique (5e) - République dominicaine (6e) - Guatemala (7e) - Trinité-et-Tobago (8e) |

Finalement les équipes du Guatemala et de Trinité-et-Tobago sont forfaits. Le Suriname prend une des deux places pendant que l'autre reste vacante.

## Compétition
La compétition se joue en deux phases. D'abord un tour préliminaire, du 3 au 11 septembre 2023. 
Vient ensuite la phase de classement, qui se déroule en plusieurs étapes. Alors que les deux équipes qui terminent premières de leur poule sont directement qualifiées pour les demi-finales, les deuxièmes et troisièmes s'affrontent lors de matchs « de barrage » dont les vainqueurs se qualifient pour les demi-finales alors que les deux perdants jouent le tournoi de classement pour les places 5 à 8. Classiquement les vainqueurs des demi-finales s'affrontent en finale pour le titre pendant que les perdants jouent une petite finale pour la troisième place. Les deux demi-finalistes éliminés jouent contre les quatrièmes de poule, puis les vainqueurs s'affrontent pour la cinquième place et les perdants pour la septième.

### Tour préliminaire
Les critères de classement des poules sont d'abord le nombre de victoires, puis en cas d'égalité le nombre de points, puis le ratio points gagnés sur points perdus, puis le ratio sets gagnés sur sets perdus et enfin le résultat lors de la confrontation entre les deux équipes.
Les points sont attribués comme suit :
Pour un score de 3-0, cinq points pour le vainqueur, et aucun pour le perdant; pour un score de 3-1, quatre points pour le vainqueur et un pour le perdant; pour un score de 3-2, trois points pour le vainqueur et deux pour le perdant.

#### Composition des poules
| Poule A                               | Poule B                             |
| ------------------------------------- | ----------------------------------- |
| Canada Mexique République dominicaine | États-Unis Cuba Porto Rico Suriname |

#### Poule A
Les trois premiers jours de compétition sont consacrés aux phases de poule :
| # | Équipe                 | Pts | J | G | Gt | Pt | P | Sp | Sc | Ratio | Pp  | Pc  | Ratio |
| 1 | Canada                 | 10  | 2 | 2 | 0  | 0  | 0 | 6  | 0  | MAX   | 150 | 87  | 1.724 |
| 2 | Mexique                | 5   | 2 | 1 | 0  | 0  | 1 | 3  | 3  | 1     | 106 | 138 | 0.768 |
| 3 | République dominicaine | 0   | 2 | 0 | 0  | 0  | 2 | 0  | 6  | 0     | 119 | 150 | 0.793 |

#### Poule B
| # | Équipe     | Pts | J | G | Gt | Pt | P | Sp | Sc | Ratio | Pp  | Pc  | Ratio |
| 1 | États-Unis | 13  | 3 | 2 | 1  | 0  | 0 | 9  | 2  | 4.5   | 261 | 189 | 1.381 |
| 2 | Cuba       | 12  | 3 | 2 | 0  | 1  | 0 | 8  | 3  | 2.667 | 252 | 219 | 1.151 |
| 3 | Porto Rico | 5   | 3 | 1 | 0  | 0  | 2 | 3  | 6  | 0.5   | 174 | 208 | 0.837 |
| 4 | Suriname   | 0   | 3 | 0 | 0  | 0  | 3 | 0  | 9  | 0     | 144 | 225 | 0.64  |

### Phase de classement

#### Classement 1-4
|  | Quarts de finale            | Quarts de finale            |                             |                             | Demi-finales                            | Demi-finales                            |  |  | Finale                      | Finale                      |
|  | Quarts de finale            | Quarts de finale            |                             |                             | Demi-finales                            | Demi-finales                            |  |  | Finale                      | Finale                      |
|  |                             |                             |                             |                             |                                         |                                         |  |  |                             |                             |
|  | 08.09.23, 25-20 25-15 25-23 | 08.09.23, 25-20 25-15 25-23 |                             |                             | 09.09.23, 18-25 25-21 25-17 24-26 15-13 | 09.09.23, 18-25 25-21 25-17 24-26 15-13 |  |  | 10.09.23, 20-25 14-25 22-25 | 10.09.23, 20-25 14-25 22-25 |
|  | 08.09.23, 25-20 25-15 25-23 | 08.09.23, 25-20 25-15 25-23 |                             |                             | 09.09.23, 18-25 25-21 25-17 24-26 15-13 | 09.09.23, 18-25 25-21 25-17 24-26 15-13 |  |  | 10.09.23, 20-25 14-25 22-25 | 10.09.23, 20-25 14-25 22-25 |
|  | 08.09.23, 25-20 25-15 25-23 | 08.09.23, 25-20 25-15 25-23 | Canada                      | 2                           |                                         |                                         |  |  | 10.09.23, 20-25 14-25 22-25 | 10.09.23, 20-25 14-25 22-25 |
|  | Cuba                        | 3                           | Canada                      | 2                           |                                         |                                         |  |  | 10.09.23, 20-25 14-25 22-25 | 10.09.23, 20-25 14-25 22-25 |
|  | Cuba                        | 3                           | Cuba                        | 2                           |                                         |                                         |  |  | 10.09.23, 20-25 14-25 22-25 | 10.09.23, 20-25 14-25 22-25 |
|  | Mexique                     | 0                           | Cuba                        | 2                           |                                         |                                         |  |  | 10.09.23, 20-25 14-25 22-25 | 10.09.23, 20-25 14-25 22-25 |
|  | Mexique                     | 0                           | 09.09.23, 25-22 25-12 25-14 | 09.09.23, 25-22 25-12 25-14 | Canada                                  | 0                                       |  |  |                             |                             |
|  | 08.09.23, 25-19 25-21 32-30 |                             | 09.09.23, 25-22 25-12 25-14 | 09.09.23, 25-22 25-12 25-14 | Canada                                  | 0                                       |  |  |                             |                             |
|  |                             | États-Unis                  | 09.09.23, 25-22 25-12 25-14 | 09.09.23, 25-22 25-12 25-14 | 3                                       |                                         |  |  |                             |                             |
|  | République dominicaine      | États-Unis                  | 09.09.23, 25-22 25-12 25-14 | 09.09.23, 25-22 25-12 25-14 | 3                                       | 3                                       |  |  |                             |                             |
|  | République dominicaine      | États-Unis                  | 3                           |                             |                                         | 3                                       |  |  |                             |                             |
|  | Porto Rico                  | États-Unis                  | 3                           | 0                           |                                         |                                         |  |  |                             |                             |
|  | Porto Rico                  | République dominicaine      | 0                           | 0                           |                                         |                                         |  |  |                             |                             |
|  |                             | République dominicaine      | 0                           | Match pour la 3e place      |                                         |                                         |  |  |                             |                             |
|  |                             |                             |                             |                             |                                         |                                         |  |  |                             |                             |
|  | 10.09.23, 25-15 25-14 25-16 |                             |                             |                             |                                         |                                         |  |  |                             |                             |
|  |                             |                             |                             |                             |                                         |                                         |  |  |                             |                             |
|  | Cuba                        | 3                           |                             |                             |                                         |                                         |  |  |                             |                             |
|  | Cuba                        | 3                           |                             |                             |                                         |                                         |  |  |                             |                             |
|  | République dominicaine      | 0                           |                             |                             |                                         |                                         |  |  |                             |                             |
|  | République dominicaine      | 0                           |                             |                             |                                         |                                         |  |  |                             |                             |

#### Classement 5 à 7
|  | Match pour la 5e place                  | Match pour la 5e place                  | Match pour la 5e place                  | Match pour la 5e place                  |            |            | Match pour la 6e place            | Match pour la 6e place            | Match pour la 6e place            | Match pour la 6e place            |
|  |                                         |                                         |                                         |                                         |            |            |                                   |                                   |                                   |                                   |
|  | 09.09.23, 18-25 25-21 25-27 24-26 15-13 | 09.09.23, 18-25 25-21 25-27 24-26 15-13 | 09.09.23, 18-25 25-21 25-27 24-26 15-13 | 09.09.23, 18-25 25-21 25-27 24-26 15-13 |            |            | 10.09.23, 25-11 21-25 25-19 25-14 | 10.09.23, 25-11 21-25 25-19 25-14 | 10.09.23, 25-11 21-25 25-19 25-14 | 10.09.23, 25-11 21-25 25-19 25-14 |
|  | Mexique                                 | Mexique                                 | 3                                       | 3                                       |            |            | 10.09.23, 25-11 21-25 25-19 25-14 | 10.09.23, 25-11 21-25 25-19 25-14 | 10.09.23, 25-11 21-25 25-19 25-14 | 10.09.23, 25-11 21-25 25-19 25-14 |
|  | Mexique                                 | Mexique                                 | 3                                       | 3                                       |            |            | 10.09.23, 25-11 21-25 25-19 25-14 | 10.09.23, 25-11 21-25 25-19 25-14 | 10.09.23, 25-11 21-25 25-19 25-14 | 10.09.23, 25-11 21-25 25-19 25-14 |
|  | Porto Rico                              | Porto Rico                              | 1                                       | 1                                       |            |            | 10.09.23, 25-11 21-25 25-19 25-14 | 10.09.23, 25-11 21-25 25-19 25-14 | 10.09.23, 25-11 21-25 25-19 25-14 | 10.09.23, 25-11 21-25 25-19 25-14 |
|  | Porto Rico                              | Porto Rico                              | 1                                       | 1                                       | Porto Rico | Porto Rico | 3                                 | 3                                 |                                   |                                   |
|  |                                         |                                         |                                         |                                         | Porto Rico | Porto Rico | 3                                 | 3                                 |                                   |                                   |
|  |                                         |                                         | Suriname                                | Suriname                                | 1          | 1          |                                   |                                   |                                   |                                   |
|  |                                         |                                         |                                         |                                         | 1          | 1          |                                   |                                   |                                   |                                   |
|  |                                         |                                         |                                         |                                         |            |            |                                   |                                   |                                   |                                   |
|  |                                         |                                         |                                         |                                         |            |            |                                   |                                   |                                   |                                   |
|  |                                         |                                         |                                         |                                         |            |            |                                   |                                   |                                   |                                   |

## Classement final
Le classement final voit le sacre des États-Unis devant la Canada et Cuba,.
| Place              | Équipe                 |
| ------------------ | ---------------------- |
| Médaille d'or      | États-Unis             |
| Médaille d'argent  | Canada                 |
| Médaille de bronze | Cuba                   |
| 4                  | République dominicaine |
| 5                  | Mexique                |
| 6                  | Porto Rico             |
| 7                  | Suriname               |

## Distinctions individuelles
À la fin du tournoi, en plus du classement final, des récompenses individuelles sont attribuées et sacrent notamment le passeur et capitaine américain Micah Christenson comme meilleur joueur du tournoi,, :
- MVP : Micah Christenson
- Meilleur marqueur : Lawrence Vidal
- Meilleur attaquant : Lawrence Vidal
- Meilleur contreur : Elias Rodriguez
- Meilleur serveur : Miguel Ángel López (en)
- Meilleur passeur : Luke Thomas Herr (de)
- Meilleur défenseur : Hiram Bravo Moreno
- Meilleur réceptionneur : Erik Shoji
- Meilleur libero : Hiram Bravo Moreno